# Convair F-106 Delta Dart
Convair F-106 Delta Dart je bio glavni američki presretač za sve vremenske uvjete od 1960-ih do 1980-ih. Posljednji zrakoplovi u obliku bespilotnih meta (QF-106) su povučeni tijekom 1990-ih.

## Razvoj

### Pozadina
Početak razvoja Delta Darta započeo je potkraj 1949. godine, kad je novoformirano američko ratno zrakoplovstvo uvidjelo potrebu za nadzvučnim lovcem-presretačem koji će moći obarati sovjetske bombardere s nuklearnim oružjem i prije nego dosegnu sjevernoamerički kontinent. Tada najsuvremeniji američki lovci North American F-86D, Northrop F-89 Scorpion i Lockheed F-94 Starfire bili su visokopodzvučni avioni i samim time prespori za tu zadaću. Cijeli je projekt nazvan "1954 interceptor", po godini kad je planirano uvođenje u operativnu uporabu. Tako je započeo razvoj prvog američkog i svjetskog lovačkog aviona s delta krilima, koji je ušao u operativnu uporabu, F-102 Delta Daggera. 
Delta Dart je zapravo trebao biti "prava" ili "potpuna" inačica Delta Daggera označena kao F-102B, za razliku od inačice F-102A koja se smatrala prijelaznim rješenjem. No, kako se razvoj odužio, prije svega turbomlaznog motora Wright J67 (licencno proizveden britanski Bristol Olympus), ali i sustava za upravljanje paljbom MA-1, odlučeno je da se inačica F-102B razvije u novi lovački avion F-106. Osim problema s motorom i elektroničkim sustavima, na tu su odluku utjecali i početni problemi s aerodinamikom Delta Daggera, koji su rješavani u hodu. Kako je puno vremena i novca potrošeno na otklanjanje aerodinamičkih problema, a aerodinamika F-102A i F-102B je trebala biti ista, dodatno je usporen i razvoj inačice F-102B. Sredinom 1953. godine razvoj sustava za upravljanje paljbom MX-1179 (kasnije će dobiti oznaku MA-1) zapao je u ozbiljne probleme, što je cijeli program produžilo za još godinu dana, prije nego što je postao dovoljno "zrelim" za ugradnju na testni avion T-29B. Istodobno u probleme je zapao i razvoj motora Wright J67, iako je zapravo bila riječ o licencnoj proizvodnji.
Otprilike u to vrijeme kanadska se vlada odlučila pridružiti razvoju F-102B kako bi dobila lovački avion koji će zajedno s američkim snagama braniti i njezin zračni prostor od sovjetskih bombardera. Međutim, nakon nekog su vremena odustali od zajedničkog projekta, te se priklonili razvoju domaćeg lovca Avro Canada CF-105 Arrow, također s delta krilima. 

### Početak razvoja
Kako je F-106, zapravo F-102B, nastajao paralelno s razvojem F-102A, teško je točno odrediti datum kad su Convairovi projektanti započeli s njegovim razvojem. Zapravo je on započeo istog dana kad su napravljeni i prvi planovi za F-102A, samo što je tekao znatno duže. Prvih sedamnaest F-102B naručeno je u studenom 1955. Iste je godine, u prosincu dovršen i mockup. Do 18. travnja 1956. američko ratno zrakoplovstvo i Convair su dovršili specificirane ugovore o proizvodnji i isporuci F-102B, odredivši da će se prvih sedamnaest aviona rabiti isključivo za testiranje. Convair je prvi prototip trebao isporučiti već u prosincu iste godine, a isporuka ostalih trebala je započeti najkasnije u siječnju 1957. Promjena oznake iz F-102B u F-106A službeno je obavljena 17. lipnja 1956. Napravljena je kako bi se istaknulo da će novi lovac biti znatno napredniji od F-102A. U rujnu 1956. američko ratno zrakoplovstvo je objavilo da će novi lovac-presretač biti spreman za operativnu uporabu u kolovozu 1958., otprilike četiri godine od originalnog plana ulaska u operativnu uporabu.
Objavljeno je da će F-106A imati borbeni radijus djelovanja od 685 km i mogućnosti djelovanja do visine od 23 300 metara. Ciljeve će presretati brzinom od dva Macha na visini od 11 600 metara. Pritom će rabiti vođene projektile zrak-zrak koje će nadzirati sustav za upravljanja paljbom Hughes MA-1. Aerodinamička rješenja primijenjena na F-106A, posebice krilo, u osnovi su bila ista s rješenjima primijenjenim na F-102A. Uz to krilo je bilo "mokro", što znači da je rabljeno i kao spremnik za gorivo. Najuočljivija promjena bila je pomicanje usisnika za zrak iznad krila te postavljanje otvora usisnika neposredno ispred napadnog ruba krila. Na taj način se znatno poboljšala vidljivost iz pilotske kabine, ali i ponešto smanjila masa aviona. Ovo je obavljeno tek nakon što su ispitivanja u aerodinamičkim tunelima pokazala da pomicanje otvora usisnika za zrak neće utjecati na njihovu učinkovitost. Ugrađeno je i novo, poboljšano podvozje, koje je dobilo nosnu nogu s dva kotača.

### Letna testiranja
Prvi F-106A (56-0451) iz serije od sedamnaest naručenih primjeraka prvi je put poletio 26. prosinca 1956. Prvi let nije prošao bez poteškoća. Prvo su se pojavili problemi s turbinom mlaznog motora, a potom se zračne kočnice, nakon uporabe, više nisu htjele sklopiti. Tako su propali planovi da se već na prvom letu probije zvučni zid. Drugi F-106A (56-0452) prvi je put poletio 26. veljače 1957., čime je ciklus letnih testiranja bio bitno ubrzan. Oba su aviona opremljena motorom YJ75-P-1, te nisu dobili MA-1 sustav. Zbog toga su u nosu dobili balast kako bi se održala stabilnost u letu. Sredinom 1957. F-106A je i službeno nazvan Delta Dart. Ostalih dvanaest F-106A (privremeno označeni kao JF-106A) isporučeno je u zrakoplovnu bazu Edwards u Kaliforniji. Za razliku od prva dva imali su motore J75-P-9 kojima su mogli postići maksimalnu brzinu od 1,9 Macha na visini od 19 000 metara. Iako prilično dobra i za današnje standarde, ipak je ova brzina bila znatno manja od tražene. Osim toga ubrzanja su bila još gora, daleko ispod onih koje je Convair najavio. Tako je ubrzanje od 1 do 1,7 Macha trajalo više od četiri minute, još je dodatnih dvije minute trebalo da se ubrza na 1,8 Macha. Za male brzine i loše ubrzanje okrivljeni su usisnici za zrak, odnosno njihov premali i loše oblikovani presjek. Zbog toga su preoblikovani. Osim problema s usisnicima javili su se i problemi s nepouzdanošću motora J75-P-9. Rješenje je pronađeno u ugradnji motora J75-P-17, koji je uz to bio i nešto jači (76,4 kN suhog i 108,8 kN maksimalnog potiska). Pojavili su se i problemi s radom sustava MA-1, bez čega je F-106A bio neuporabljiv. Iako je prvobitno planirano da će se za letna testiranja rabiti samo 17 aviona, na kraju je američko ratno zrakoplovstvo za tu namjenu uporabilo čak 37 F-106A.
Prvobitni su planovi predviđali kupnju čak 1000 Delta Darta, dovoljno za popunu čak četrdeset eskadrila. Međutim, zbog problema s motorima i sustavom za kontrolu paljbe tijekom 1957., američko je ratno zrakoplovstvo moralo potražiti hitnu zamjenu. Jedna od njih bila je McDonnellov lovac F-101B Voodoo. Tako je Delta Dart, silom prilika, izgubio prioritet, a što dovelo do smanjenja narudžbi.

## Povijest korištenja
Prvi operativni F-106A isporučen je američkom ratnom zrakoplovstvu 30. svibnja 1959., čak pet godina kasnije od originalnog plana. Delta Dartovi su u eskadrilama u početku zamjenjivali avione F-86L Sabre. Iako je F-106A proglašen operativnim 31. listopada 1959., i dalje je patio od mnogobrojnih problema. Unatoč tome nastavljena je isporuka, te je do kraja 1960. američko ratno zrakoplovstvo imalo 15 eskadrila opremljenih s F-106A.
Malo vedrine u turobnu atmosferu unio je 15. prosinca 1959. bojnik Joseph W. Rogers, koji je Delta Dartom serijskog broja 56-467 postavio apsolutni brzinski rekord od 2455,79 km/h na visini od 12 300 metara. Uspjeh je bio tim veći jer je nadmašen rekord od 2374,2 km/h, koji je Georgij Mosolov 31. listopada iste godine postavio letjevši na Ye-6/3.
Tijekom uvođenja u operativnu uporabu Delta Darti su patili od najrazličitijih problema. Najčešći su bili problemi s napajanjem strujom, curenjem goriva (naročito pri većoj hladnoći) i nepravilno napajanje gorivom tijekom pokretanja motora. Povrh svega u prosincu 1959. s jednog je Delta Darta, tijekom leta, nekontrolirano odletio pokrov kabine. Zbog toga je privremeno zaustavljeno letenje na svim F-106A.
Usprkos svih problema najozbiljniji je bio sa sustavom za kontrolu paljbe MA-1 koji se stalno kvario. Zbog toga je tijekom operativnog vijeka Delta Dart čak 60 puta modificiran i poboljšavan. Veća poboljšanja, prije svega unapređenje djelovanja u uvjetima ometanja lažnim mamcima, obavljena su na 314 F-106A u razdoblju od 1960. do 1963. godine. Problem s nepouzdanošću MA-1 sustava bio je tim veći jer su Delta Darti rabili SAGE (Semi-Automatic Ground Environment) sustav za automatsko navođenje na ciljeve. A spoj između SAGE-movih postaja na zemlji i pilota išao je upravo preko MA-1. Kada je ispravno radila, kombinacija MA-1 i SAGE-ma je omogućavala automatsku navigaciju za presretanje cilja, automatski zahvat cilja i lansiranje projektila zrak-zrak, čak i automatski manevar izbjegavanja. Kad je MA-1 ispravno radio piloti Delta Darta baš i nisu imali puno posla, osim poletjeti i sletjeti mo to baš i nije bilo često.
Zbog različitih problema letna su testiranja nastavljena sve do početka 1961. godine. Convairovi i stručnjaci ratnog zrakoplovstva ne bi riješili ni prvi, a već bi se pojavila dva-tri nova problema. Na kraju je 1960. u uporabi bilo toliko različitih podinačica da je njihovo održavanje postalo "noćna mora". Kako je najviše modifikacija izvedeno na MA-1, u rujnu 1960. je pokrenut projekt Wild Goose, kako bi se svi sustavi za kontrolu paljbe doveli na jedinstven, najnoviji standard. Na kraju je Wild Goose program obuhvatio 63 promjene na MA-1 i još 67 promjena na ostalim sustavima. Wild Goose je obavljen za godinu dana.
Zadnji od 277 F-106A isporučen je 20. srpnja 1961. Tome treba pribrojati i 63 dvosjeda TF-106B, tako da je ukupno napravljeno 340 Delta Darta. Potkraj 1961. ministar obrane Robert S. McNamara inicirao je ponovno pokretanje serijske proizvodnje dodatnih 36 Delta Darta, ali je američko ratno zrakoplovstvo to odbilo. Umjesto F-106 zatražilo je kupnju mornaričkih lovaca F-4 Phanotm II. Kako se ne bi direktno zamjerili McNamari, američko ratno zrakoplovstvo je organiziralo izravno nadmetanje F-106 i F-4, nazvano Project High Speed. U takvom sučeljavanju Phantomov radar APQ-72 se pokazao znatno pouzdanijim nego MA-1 na Delta Dartu. Međutim, u bliskoj zračnoj borbi piloti Delta Darti su redovito uspijevali "obarati" Phantome. Tako je rezultat bio izjednačen. Ali, na kraju je objavljeno da će američko ratno zrakoplovstvo ipak kupiti Phantome, ponajviše jer su se pokazali znatno pouzdanijim.
Do kraja operativne uporabe Delta Darti će imati problema s elektroničkim sustavima, posebno s MA-1 i ASQ-25. Tako je krajem 1960. pokrenut još jedan program modernizacije, Broad Jump koji je trajao sve do 1963. godine. Unatoč svim modifikacijama 26. rujna 1961. ponovno su zaustavljeni svi letovi. Ovaj put problem je bio sa sustavom za gorivo, zbog čega su izgubljena dva F-106A. Zbog toga je pokrenut program Dart Board, koji je obavljen tijekom 1961. i 1962. godine. Taj je program iskorišten i za zamjenu originalnog katapultirajućeg sjedala tvrtke Weber novorazvijenim sjedalom tvrtke Convair, nazvanim B-seat. Na kraju se pokazalo da je Convariov B-seat lošiji od originalnog Weberovog sjedala. Dapače, nekoliko neuspjelih katapultiranja dovelo je do pogibije pilota. Na kraju se američko ratno zrakoplovstvo ponovno obratilo tvrtki Weber, koja je u samo 45 dana uspjela isporučiti novo katapultirajuće sjedalo. Novo je sjedalo bilo jako dobro, te je ubrzo ugrađeno na sve operativne Delta Darte. Tijekom 1965. svi su F-106A dobili i navigacijski sustav TACAN.
Kako je Project High Speed pokazao da je F-106A odličan avion za blisku zračnu borbu, javila se ideja da ga se pošalje u Vijetnam. Kako bi se to ostvarilo, trebalo je napraviti neke izmjene. Prije svega ugraditi top, a potom i promijeniti konfiguraciju kokpita kako bi se poboljšala vidljivost. Uz to bi išla i ugradnja hed-up displeja. Iako nijedan Delta Dart nikada nije djelovao u Vijetnamu, ugradnja topa M61A1 kalibra 20 mm se ipak ostvarila, ali samo na
dio F-106A. Kako se ne bi diralo u konstrukciju aviona, top je ugrađen u kontejner koji se postavljao u spremište za oružje u trupu. Uz njega je i dalje bilo dovoljno mjesta za četiri vođena projektila zrak-zrak AIM-4F/G Super Falcon. Od 1967. započinje i ugradnja sustava za nadopunu gorivom u zraku. Najveći dio operativnog vijeka Delata Darti su proveli na Aljaski, Islandu, i u Kanadi, iako su nakratko bili razmještani u Zapadnu Njemačku i Južnu Koreju. Nikada nisu uporabljeni u sukobu.
Od 1972., na veliko zadovoljstvo pilota, započela je zamjena preostalih operativnih F-106A novim i znatno naprednijim lovcima McDonnell Douglas F-15 Eagle. Dio Delta Darta prebačen je u postrojbe nacionalne garde. Prva postrojba koja ih je dobila bila je 186. eskadrila nacionalne garde Montane smještena u zrakoplovnoj bazi Great Falls. Prvi Delta Dart stigao je u 186. eskadrilu 3. travnja 1972. Ukupno je šest postrojbi nacionalne garde dobilo F-106A. Zadnji su Delta Darti iz operativne uporabe povučeni u kolovozu 1988.
Međutim, to nije bio i kraj. Već 1986. godine tvrtka Flight Systems (kasnije Honeywell) je dobila ugovor za modifikaciju 194 otpisana Delta Darta u leteće mete QF-106A. Program je nazvan Pacer Six. Prvi je let prvog QF-106A obavljen već u lipnju 1987. Izgleda da nije sve bilo tako jednostavno jer je do 1990. dovršeno samo deset QF-106A, a potom je konverziju na sebe preuzelo američko ratno zrakoplovstvo. Zanimljivo je da su svi QF-106A zadržali i kompletni kokpit tako da su njima mogli upravljati i piloti. U operativnu su uporabu uvedeni 1991. godine na poligonu White Sands Missile Range u Novom Meksiku, a potom i na poligonu Eglin Gulf Test Range na Floridi. Uglavnom su rabljeni kao mete za infracrveno samonavođene projektile zrak-zrak i zemlja-zrak. Zadnji QF-106A (57-2524) uništen je 20. veljače 1997., te su zamijenjeni s QF-4 Phantomima II. Danas je 10 F-106A razmješteno kao eksponati po različitim muzejima, dok ih je još 21 uskladišteno u bazi Davis Monthan.

## Inačice

### F-106B
Kako je Delta Dart, zbog svog delta krila, bio specifičan za letenje, javila se potreba za razvojem inačice za preobuku pilota. Za "prvu ruku" u toj se namjeni rabio TF-102A, ali je naknadno razvijena i inačica F-102B. Za razliku od TF-102A, u kojem su instruktor i pilot sjedili jedan pored drugog, F-102B je dobio sjedala u tandemu. Uz to zadržao je punu mogućnost borbenog djelovanja kao i F-106A. Međutim, drugo je sjedalo zahtijevalo dodatni prostor, zbog čega je uklonjen dio spremnika za gorivo, a manji dio avionike je premješten u spremište za oružje u trupu. Umjesto problematičnog MA-1, ugrađen je Hughesov AN-ASQ-25 sustav za kontrolu paljbe, koji je u osnovi bio tek poboljšani MA-1.
Ugovor za nabavu 63 F-106B Convair je dobio 3. kolovoza 1956., ali je definiranje specifikacija ugovora dovršeno tek 3. lipnja 1957. Zbog toga je prvi F-106B prvi let obavio tek 9. travnja 1958. Prvih osam proizvedenih aviona određeno je za letna testiranja te su privremeno označeni kao JF-106B. Isporuka američkom ratnom zrakoplovstvu započela je u veljači 1959. Kako je F-106B imao iste razvojne probleme kao i F-106A, u operativnu je uporabu uveden tek u srpnju 1960. Proizvodnja je završena u prosincu 1960.
Prvih 12 F-106B rabljeno je za letna testiranja te su kasnije podignuti na standard operativnih aviona. Svi su F-106B prolazili iste programe modernizacije kao i F-106A. Tako su naknadno dobili i jače motore J75-P-17, te prošli kroz neuspješnu ugradnju Convairovog katapultirajućeg sjedala.

## Tehničke karakteristike (F-106A)
Osnovne karakteristike
- posada: 1
- dužina: 21,55 m
- raspon krila: 11,67 m
- površina krila: 61,52 m2
- visina: 6,18 m
- aeroprofil: NACA 0004-65 mod

Letne karakteristike
- najveća brzina: 2.455 km/h
- dolet: 4.300 km
  - borbeni dolet: 2.900 km
- brzina penjanja: 150 m/s
- najveća visina leta: 17.000 m
- specifično opterećenje krila: 255 kg/m2
- motor: 1 x Pratt & Whitney J75-17

Naoružanje
- naoružanje:
- 1 x 20mm M61 Vulcan top
- 2 x AIM-4F Falcon
- 2 x AIM-4G Falcon
- 1 x AIR-2A Genie